# Ligne de tramway 11A
La ligne 422 est une ancienne ligne de tramway vicinal de la Société nationale des chemins de fer vicinaux (SNCV) qui reliait Saint-Ghislain à Stambruges.

## Histoire
La ligne est mise en service à partir de 1888.
Le 30 décembre 1948 la ligne est intégrée au réseau de Mons-Borinage.

## Exploitation

### Horaires
Tableaux : 422 (1931).